# الحزب الوطني الأسترالي
الحزب الوطني الأسترالي يُعد من الأحزاب البرلمانية الفيدرالية في أستراليا. تأسس هذا الحزب في فترة السبعينيات, ويرأسه وارن تروس، واتجاهه مُحافظ، كما أن له خمسة مقاعد في مجلس النواب الأسترالي، وستة مقاعد في مجلس الشيوخ الأسترالي.